# 1982 ve filmu

## Filmy roku 1982

### České filmy
- Jak svět přichází o básníky (režie: Dušan Klein)
- Možnosti dialogu (režie: Jan Švankmajer)
- Poslední propadne peklu (režie: Ludvík Ráža)
- Příště budeme chytřejší, staroušku! (režie: Petr Schulhoff)
- Srdečný pozdrav ze zeměkoule (režie: Oldřich Lipský)
- S tebou mě baví svět (režie: Marie Poledňáková)
- Sůl nad zlato (režie: Martin Hollý)
- Vítr v kapse (režie: Jaroslav Soukup)

### Zahraniční filmy
- 48 hodin (režie: Walter Hill)
- A Woman Called Golda (režie: Alan Gibson)
- Banánový Joe (režie: Stefano Vanzina)
- Barbar Conan (režie: John Milius)
- Blade Runner (režie: Ridley Scott)
- Četník a četnice (režie: Jean Girault, Tony Aboyantz)
- Důstojník a džentlmen (režie: Taylor Hackford)
- E.T. – Mimozemšťan (režie: Steven Spielberg)
- Fanny a Alexandr (režie: Ingmar Bergman)
- Gándhí (režie: Richard Attenborough)
- Kočka a pes (režie: Bruno Corbucci)
- Misionář (režie: Richard Loncraine)
- Moji přátelé II (režie: Mario Monicelli)
- Pátek třináctého 3 (režie: Steve Miner)
- Pink Floyd: The Wall (režie: Alan Parker)
- Poutnice ze Sans-Souci (režie: Jacques Rouffio)
- Rambo: První krev (režie: Ted Kotcheff)
- Rocky III (režie: Sylvester Stallone)
- Sophiina volba (režie: Alan Pakula)
- Star Trek II: Khanův hněv (režie: Nicholas Meyer)
- Tootsie (režie: Sydney Pollack)
- Tron (režie: Steven Lisberger)
- Viktor, Viktorie (režie: Blake Edwards)
- Volver a Empezar (režie: José Luis Garci)